# José Vicente Conejero Gallego
José Vicente Conejero Gallego (Plasencia, Espanha, 5 de abril de 1951) é bispo de Formosa.
José Vicente Conejero Gallego recebeu o Sacramento da Ordem em 20 de junho de 1975.
Em 5 de dezembro de 1996, o Papa João Paulo II o nomeou Bispo Coadjutor de Formosa. O Núncio Apostólico na Argentina, Dom Ubaldo Calabresi, o consagrou em 19 de março de 1997; Os co-consagrantes foram o Bispo de Plasencia, Carlos López Hernández, e o Bispo de Formosa, Dante Carlos Sandrelli. Em 14 de janeiro de 1998, José Vicente Conejero Gallego tornou-se bispo de Formosa, sucedendo a Dante Carlos Sandrelli, que renunciou por motivos de idade.